# Coppa panamericana femminile under 20 di pallavolo 2017
La Coppa panamericana femminile under 20 di pallavolo 2017, 4ª edizione dell'omonima competizione femminile di pallavolo, si è svolta dall'8 al 13 maggio 2017 a San José, in Costa Rica: al torneo hanno partecipato nove squadre nazionali Under-20 nordamericane e sudamericane e la vittoria finale è andata per la prima volta agli Stati Uniti.

## Impianti
|                                                                                       |  |  |
|                                                                                       |  |  |
| Gimnasio Nacional Eddy Cortés Città: San José Capienza: 4 000 ; Anno d'apertura: 1960 |  |  |

## Regolamento

### Formula
Le squadre hanno disputato una prima fase a gironi con formula del girone all'italiana: al termine della prima fase:
- Le prime tre classificate di ogni girone hanno acceduto alla fase finale per il primo posto, struttarata in quarti di finale (a cui non hanno partecipato le migliori due prime classificate, già qualificate alle semifinali), semifinali, finale per il terzo posto e finale.
- Le due sconfitte ai quarti di finale hanno acceduto alla finale per il quinto posto.
- Le ultime classificate di ogni girone hanno acceduto alla fase finale per il settimo posto, strutturata in finale per il nono posto (a cui non ha partecipato la migliore ultima classificata, già qualificata al turno seguente), e finale per il settimo posto.

### Criteri di classifica
Se il risultato finale è stato di 3-0 sono stati assegnati 5 punti alla squadra vincente e 0 a quella sconfitta, se il risultato finale è stato di 3-1 sono stati assegnati 4 punti alla squadra vincente e 1 a quella sconfitta, se il risultato finale è stato di 3-2 sono stati assegnati 3 punti alla squadra vincente e 2 a quella sconfitta.
L'ordine del posizionamento in classifica è stato definito in base a:
- Numero di partite vinte;
- Punti;
- Ratio dei set vinti/persi;
- Ratio dei punti realizzati/subiti;
- Risultati degli scontri diretti.

## Squadre partecipanti
| Squadra         | Qualificazione      | Ultima partecipazione      |
| --------------- | ------------------- | -------------------------- |
| Argentina       | -                   | Repubblica Dominicana 2015 |
| Cile            | -                   | Repubblica Dominicana 2015 |
| Costa Rica      | Paese organizzatore | Repubblica Dominicana 2015 |
| Cuba            | -                   | Cuba 2013                  |
| Perù            | -                   | Cuba 2013                  |
| Porto Rico      | -                   | Cuba 2013                  |
| Rep. Dominicana |                     | Repubblica Dominicana 2015 |
| Stati Uniti     | -                   | Debutto                    |
| Uruguay         | -                   | Debutto                    |

## Torneo

### Fase a gironi
| Girone A        | Girone B   | Girone C |
| --------------- | ---------- | -------- |
| Argentina       | Costa Rica | Cile     |
| Rep. Dominicana | Porto Rico | Cuba     |
| Stati Uniti     | Uruguay    | Perù     |

#### Girone A

##### Risultati
| 8 maggio 2017 Gimnasio Nacional, San José Durata: 1h:18 - Spettatori: 120  | Argentina       | 3 - 0 | Rep. Dominicana | 25-17, 25-18, 25-20        |
| 9 maggio 2017 Gimnasio Nacional, San José Durata: 1h:50 - Spettatori: 300  | Stati Uniti     | 3 - 1 | Argentina       | 25-23, 25-19, 15-25, 25-21 |
| 10 maggio 2017 Gimnasio Nacional, San José Durata: 1h:56 - Spettatori: 350 | Rep. Dominicana | 1 - 3 | Stati Uniti     | 22-25, 25-21, 22-25, 21-25 |

##### Classifica
| Pos | Squadra         | Pt | G | V | P | SV | SP | Ratio | PF  | PS  | Ratio |
| --- | --------------- | -- | - | - | - | -- | -- | ----- | --- | --- | ----- |
| 1.  | Stati Uniti     | 8  | 2 | 2 | 0 | 6  | 2  | 3,000 | 186 | 178 | 1,044 |
| 2.  | Argentina       | 6  | 2 | 1 | 1 | 4  | 3  | 1,333 | 163 | 145 | 1,124 |
| 3.  | Rep. Dominicana | 1  | 2 | 0 | 2 | 1  | 6  | 0,166 | 145 | 171 | 0,847 |

#### Girone B

##### Risultati
| 8 maggio 2017 Gimnasio Nacional, San José Durata: 1h:51 - Spettatori: 250  | Costa Rica | 1 - 3 | Uruguay    | 21-25, 18-25, 25-22, 24-26 |
| 9 maggio 2017 Gimnasio Nacional, San José Durata: 1h:21 - Spettatori: 100  | Uruguay    | 0 - 3 | Porto Rico | 16-25, 19-25, 14-25        |
| 10 maggio 2017 Gimnasio Nacional, San José Durata: 1h:20 - Spettatori: 310 | Costa Rica | 0 - 3 | Porto Rico | 19-25, 19-25, 15-25        |

##### Classifica
| Pos | Squadra    | Pt | G | V | P | SV | SP | Ratio | PF  | PS  | Ratio |
| --- | ---------- | -- | - | - | - | -- | -- | ----- | --- | --- | ----- |
| 1.  | Porto Rico | 10 | 2 | 2 | 0 | 6  | 0  | MAX   | 150 | 102 | 1,470 |
| 2.  | Uruguay    | 4  | 2 | 1 | 1 | 3  | 4  | 0,750 | 147 | 163 | 0,901 |
| 3.  | Costa Rica | 1  | 2 | 0 | 2 | 1  | 6  | 0,166 | 141 | 173 | 0,815 |

#### Girone C

##### Risultati
| 8 maggio 2017 Gimnasio Nacional, San José Durata: 1h:04 - Spettatori: 50   | Cuba | 3 - 0 | Cile | 25-17, 25-11, 25-12        |
| 9 maggio 2017 Gimnasio Nacional, San José Durata: 1h:28 - Spettatori: 120  | Cile | 0 - 3 | Perù | 23-25, 16-25, 20-25        |
| 10 maggio 2017 Gimnasio Nacional, San José Durata: 1h:59 - Spettatori: 250 | Perù | 1 - 3 | Cuba | 27-29, 24-26, 25-18, 15-25 |

##### Classifica
| Pos | Squadra | Pt | G | V | P | SV | SP | Ratio | PF  | PS  | Ratio |
| --- | ------- | -- | - | - | - | -- | -- | ----- | --- | --- | ----- |
| 1.  | Cuba    | 9  | 2 | 2 | 0 | 6  | 1  | 6,000 | 173 | 131 | 1,320 |
| 2.  | Perù    | 6  | 2 | 1 | 1 | 4  | 3  | 1,333 | 166 | 157 | 1,057 |
| 3.  | Cile    | 0  | 2 | 0 | 2 | 0  | 6  | 0,000 | 99  | 150 | 0,660 |

### Fase finale
|  | Quarti | Quarti      | Quarti |  |  | Semifinali | Semifinali  | Semifinali |  |                 | Finale          | Finale          | Finale |
|  |        |             |        |  |  |            |             |            |  |                 |                 |                 |        |
|  |        |             |        |  |  | 1C         | Cuba        | 1          |  |                 |                 |                 |        |
|  |        |             |        |  |  | 1C         | Cuba        | 1          |  |                 |                 |                 |        |
|  |        |             |        |  |  | 1A         | Stati Uniti | 3          |  |                 |                 |                 |        |
|  | 1A     | Stati Uniti | 3      |  |  | 1A         | Stati Uniti | 3          |  |                 |                 |                 |        |
|  | 1A     | Stati Uniti | 3      |  |  |            |             |            |  |                 |                 |                 |        |
|  | 2B     | Uruguay     | 0      |  |  |            |             |            |  |                 |                 |                 |        |
|  | 2B     | Uruguay     | 0      |  |  |            |             |            |  | 1A              | Stati Uniti     | 3               |        |
|  |        |             |        |  |  |            |             |            |  | 1A              | Stati Uniti     | 3               |        |
|  |        |             |        |  |  |            |             |            |  |                 | 2A              | Argentina       | 0      |
|  |        |             |        |  |  |            |             |            |  |                 | 2A              | Argentina       | 0      |
|  |        |             |        |  |  |            |             |            |  |                 |                 |                 |        |
|  |        |             |        |  |  |            |             |            |  |                 |                 |                 |        |
|  |        |             |        |  |  | 1B         | Porto Rico  | 0          |  | Finale 3° posto | Finale 3° posto | Finale 3° posto |        |
|  |        |             |        |  |  | 1B         | Porto Rico  | 0          |  |                 |                 |                 |        |
|  |        |             |        |  |  | 2A         | Argentina   | 3          |  |                 | 1C              | Cuba            | 3      |
|  | 2A     | Argentina   | 3      |  |  |            | Argentina   | 3          |  |                 | 1C              | Cuba            | 3      |
|  | 2A     | Argentina   | 3      |  |  |            |             |            |  | 1B              | Porto Rico      | 0               |        |
|  | 2C     | Perù        | 0      |  |  |            |             |            |  |                 | Porto Rico      | 0               |        |
|  | 2C     | Perù        | 0      |  |  |            |             |            |  |                 |                 |                 |        |

#### Finale 9º posto
| 12 maggio 2017 Gimnasio Nacional, San José Durata: 1h:10 - Spettatori: 120 | Costa Rica | 0 - 3 | Cile | 15-25, 8-25, 19-25 |

#### Quarti di finale
| 12 maggio 2017 Gimnasio Nacional, San José Durata: 1h:19 - Spettatori: 70  | Argentina   | 3 - 0 | Perù    | 25-16, 25-18, 25-19 |
| 12 maggio 2017 Gimnasio Nacional, San José Durata: 1h:12 - Spettatori: 100 | Stati Uniti | 3 - 0 | Uruguay | 25-10, 25-19, 25-17 |

#### Finale 7º posto
| 12 maggio 2017 Gimnasio Nacional, San José Durata: 1h:15 - Spettatori: 50 | Rep. Dominicana | 3 - 0 | Cile | 25-19, 25-17, 25-12 |

#### Semifinali
| 12 maggio 2017 Gimnasio Nacional, San José Durata: 2h:43 - Spettatori: 200 | Cuba            | 1 - 3 | Stati Uniti | 17-25, 23-25, 32-30, 20-25 |
| 12 maggio 2017 Gimnasio Nacional, San José Durata: 1h:16 - Spettatori: 200 | Rep. Dominicana | 0 - 3 | Argentina   | 21-25, 11-25, 9-25         |

#### Finale 5º posto
| 13 maggio 2017 Gimnasio Nacional, San José Durata: 1h:18 - Spettatori: 150 | Perù | 3 - 0 | Uruguay | 25-14, 25-22, 25-10 |

#### Finale 3º posto
| 13 maggio 2017 Gimnasio Nacional, San José Durata: 1h:18 - Spettatori: 300 | Cuba | 3 - 0 | Porto Rico | 25-18, 25-21, 25-20 |

#### Finale
| 13 maggio 2017 Gimnasio Nacional, San José Durata: 1h:40 - Spettatori: 1 000 | Stati Uniti | 3 - 0 | Argentina | 27-25, 25-22, 25-22 |

## Classifica finale
| Pos     | Squadra         | Rosa |
| ------- | --------------- | --- |
| Oro     | Stati Uniti     | Formazione: 1 Butler, 2 Clark, 3 Hall, 4 Hammons, 5 Lanier, 6 Lilley, 7 May, 8 Pittman, 9 Carlton, 10 Sandbothe, 14 Shields, 24 Welsh, CT: Elliott                           |
| Argento | Argentina       | Formazione: 1 González, 2 Mayer, 6 Meinardi, 7 Benítez, 8 Nielson, 9 Tosi, 10 Nota, 11 Corbalán, 12 Soria, 14 Beltramino, 17 Herrera, 19 Biain, CT: Cáceres                  |
| Bronzo  | Cuba            | Formazione: 2 Tamayo, 3 Vicet, 5 Suárez, 6 Aguero, 7 Palma, 8 Pérez, 11 Moreno, 12 Cesé, 13 Herrera, 15 Massip, 16 Aguilera, 17 Casanova, CT: Robinson                       |
| 4       | Porto Rico      | Formazione: 1 Cestero, 2 Mojica, 4 Henwood, 5 Pagán, 7 López, 13 Hollingsworth, 14 Feliciano, 16 P. Pérez, 17 Justiniano, 18 Santana, 19 Rosado, 20 K. Pérez, CT: Meléndez   |
| 5       | Perù            | Formazione: 1 Sánchez, 2 F. Montes, 5 Vílchez, 6 Guerrero, 7 Magallanes, 9 Regalado, 10 Mc Leod, 11 K. Montes, 12 Leyva, 14 de la Peña, 15 Villegas, 18 Takeda, CT: Queiroga |
| 6       | Uruguay         | Formazione: 2 Vargas, 3 Ameixeiras, 5 Vázquez, 6 Simon, 7 Goñi, 10 Suárez, 11 Rodríguez, 12 Corbacho, 13 Páez, 15 Giménez, 17 Tucuna, 18 Baucero, CT: Peralta                |
| 7       | Rep. Dominicana | Formazione: 2 Jorge, 3 Lalane, 4 Peralta, 5 Rodríguez, 6 Severino, 8 Martínez, 11 González, 12 Guillén, 13 Caraballo, 15 Pérez, 19 Rosario, 20 Asencio, CT: Pacheco          |
| 8       | Cile            | Formazione: 1 Rodríguez, 3 Carvajal, 4 Novoa, 5 Salinas, 6 Morales, 7 Gómez, 8 Bertens, 10 Brendel, 11 Ramírez, 12 Peruga, 14 Agurto, 20 Vallebuona, CT: Guillaume           |
| 9       | Costa Rica      | Formazione: 2 Hernández, 5 Espinoza, 6 Solano, 7 Campos, 8 Bright, 10 Volkovs, 11 M. Rodríguez, 13 González, 14 Mulgrave, 15 Soto, 16 Porras, 17 J. Rodríguez, CT: Romero    |

|  |  | Qualificate al campionato mondiale 2017 |

## Premi individuali
| Premio                 | Nome               | Squadra         |
| ---------------------- | ------------------ | --------------- |
| MVP                    | Thayer Hall        | Stati Uniti     |
| Miglior realizzatrice  | Heidy Casanova     | Cuba            |
| Miglior servizio       | Kris Justiniano    | Porto Rico      |
| Miglior difesa         | Valentina González | Argentina       |
| Miglior ricevitrice    | Valentina González | Argentina       |
| Miglior palleggiatrice | Gretell Moreno     | Cuba            |
| Miglior opposto        | Heidy Casanova     | Cuba            |
| Miglior schiacciatrice | Ailama Cesé        | Cuba            |
| Miglior schiacciatrice | Diaris Pérez       | Cuba            |
| Miglior centrale       | Geraldine González | Rep. Dominicana |
| Miglior centrale       | Laura Suárez       | Cuba            |
| Miglior libero         | Valentina González | Argentina       |